# Scheherazade

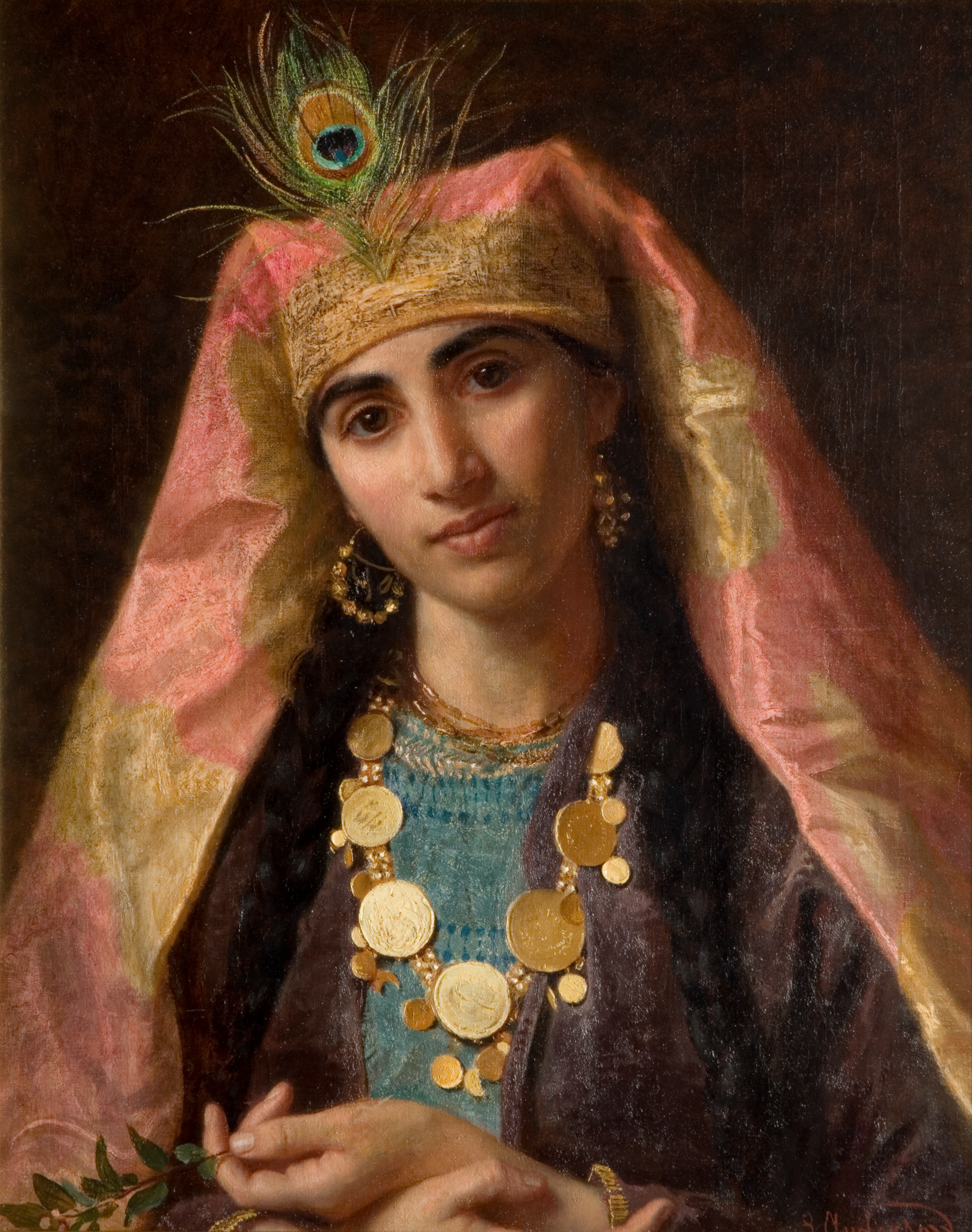
Fiktives Porträt Scheherazades von Sophie Gengembre Anderson

Scheherazade (auch Schahrasad oder Schehrezâd, von persisch شهرزاد, DMG Šahrzād, ‚Tochter des Reiches‘) ist eine der Hauptfiguren aus der Rahmenhandlung der persischen Geschichten von Tausendundeiner Nacht. Die Geschichte von Scheherazade und Schahryâr geht auf eine alte persische Märchensammlung mit dem Namen Tausend Märchen (persisch هزار افسانه, DMG Hezār Afsāna) zurück.

## Hintergrund der Erzählung
Scheherazade ist die Tochter des Wesirs des persischen Königs Schahryâr (persisch شهريار, DMG Šahryār, ‚Freund des Reiches‘), der von seiner Gemahlin betrogen wurde. Dass sie sich mit einem schwarzen Sklaven eingelassen hatte, war in seinen Augen ein besonders schändliches Vergehen. Davon überzeugt, dass es keine treue Frau auf Erden gibt, fasst Schahryâr den Entschluss, sich nie wieder von einer Frau betrügen zu lassen. Deshalb heiratet er jeden Tag eine neue Frau, die er am nächsten Morgen töten lässt.
Um diesem Treiben ein Ende zu bereiten, lässt Scheherazade sich selbst von ihrem Vater dem König zur Frau geben. In der Nacht beginnt sie, dem König eine Geschichte zu erzählen, deren Handlung am nächsten Morgen unterbrochen wird. Neugierig auf das Ende der Geschichte, lässt König Schahryâr sie am Leben. Unterstützt wird Scheherazade dabei von ihrer Schwester Dinharazade, die sie jede Nacht um die Fortsetzung der Geschichte oder um eine neue Geschichte bittet.
Diese Art des Geschichtenerzählens zieht sich über 1001 Nächte hin, während derer Scheherazade drei Kinder zur Welt bringt. Am Ende ist König Schahryâr von der Treue seiner Frau überzeugt und von ihrer Klugheit so beeindruckt, dass er sie am Leben lässt.

## Adaptionen

### Musik
- 1888 komponierte Nikolai Rimski-Korsakow seine Tondichtung Scheherazade,
- 1898 schrieb Maurice Ravel die Orchesterouvertüre Shéhérazade, ouverture de féerie, deren Uraufführung aber erst 1899 stattfand,
- 1903 komponierte Maurice Ravel einen Liederzyklus für Singstimme und Orchester mit dem Titel Shéhérazade,
- 1975 vertonte die Band Renaissance die Geschichte auf dem Album Scheherazade and Other Stories,
- 2015 schrieb John Adams eine Dramatische Sinfonie mit obligater Solo-Violine unter dem Titel Scheherazade.2.